# Ночь перед Рождеством (мультфильм, 1951)
«Ночь пе́ред Рождество́м» — советский рисованный мультипликационный фильм 1951 года, поставленный сёстрами Брумберг по одноимённой повести Н. В. Гоголя. Третий полнометражный мультфильм студии «Союзмультфильм».

## Сюжет
Действие мультфильма происходит в Диканьке, на Украине. Никем не замеченные, в небе кружатся двое: ведьма на метле, которая набирает в рукав звёзды, и чёрт, который прячет месяц в карман, думая, что наступившая тьма удержит дома богатого казака Корния Чуба, приглашенного к дьяку Осипу Никифоровичу на кутью, и ненавистный чёрту кузнец Вакула (нарисовавший на церковной стене картину Страшного суда и посрамляемого чёрта) не осмелится прийти к Чубовой дочери Оксане.
Чуб с кумом не знают, идти ли в такой темноте к дьяку, однако решаются и уходят. Дома остаётся красавица Оксана. Приходит Вакула, но Оксана подначивает его. В дверь стучит сбившийся с дороги Чуб, без кума, решивший вернуться из-за устроенной чёртом метели домой. Однако, услышав кузнеца, Чуб решает, что попал в другую хату. Чуб отправляется к матери Вакулы, Солохе, которая и есть та самая ведьма, которая крала с неба звёзды.
К Оксане приходят её подруги, среди них — Одарка, на которой Оксана замечает расшитые золотом черевички (то есть башмачки) и гордо заявляет, что выйдет замуж за Вакулу, если тот принесёт ей черевички, «которые носит царица». В толпе колядующих кузнец вновь встречает Оксану, которая повторяет своё обещание по поводу черевичек. С горя Вакула решает утопиться, бросает все мешки, кроме самого маленького, и убегает.
Слегка успокоившись, Вакула хочет попробовать ещё одно средство: он приходит к запорожцу Пузатому Пацюку, который «немного сродни чёрту», и получает туманный ответ, что чёрт у него за плечами. Предвкушая славную добычу, чёрт выскакивает из мешка и, сев на шею кузнеца, сулит ему этой же ночью Оксану. Хитрый кузнец, ухватив чёрта за хвост и перекрестив его, становится хозяином положения и велит чёрту везти себя в Петербург, прямо к царице Екатерине II.
Оказавшись в Петербурге, кузнец приходит к запорожцам, с которыми познакомился осенью, когда они проезжали через Диканьку. С помощью чёрта он добивается, чтобы его взяли на приём к царице. Дивясь роскоши дворца и чудной живописи, кузнец оказывается перед царицей и просит у неё царских башмачков. Тронутая таким простодушием, Екатерина обращает на этот пассаж внимание стоящего поодаль Дениса Фонвизина, а Вакуле дарит башмачки.
Вернувшись, кузнец вынимает из сундука новые шапку и пояс и отправляется к Чубу с просьбой отдать за него Оксану. Чуб, прельщённый подарками и раздосадованный вероломством Солохи, отвечает согласием. Ему вторит и Оксана, готовая выйти за кузнеца «и без черевиков».

## Роли озвучивали
| Актёр            | Роль             |
| ---------------- | ---------------- |
| Алексей Грибов   | текст от автора  |
| Лилия Гриценко   | Оксана дочь Чуба |
| Николай Гриценко | Вакула кузнец    |
| Михаил Яншин     | Корний Чуб казак |
| Вера Марецкая    | Солоха ведьма    |
| Владимир Грибков | чёрт             |
| Алексей Жильцов  | голова           |

## Создатели
| Сценарий                  | Валентина Брумберг, Зинаида Брумберг, Михаил Яншин |
| Режиссёры-постановщики    | Валентина Брумберг, Зинаида Брумберг |
| Художники-постановщики    | Надежда Строганова, Александр Беляков, Пётр Репкин |
| Художники-мультипликаторы | Николай Фёдоров, Татьяна Фёдорова, Лев Попов, Лидия Резцова, Борис Дёжкин, Борис Бутаков, Валентин Лалаянц, Константин Чикин, Фаина Епифанова, Фёдор Хитрук, Константин Никифоров, Геннадий Филиппов, Роман Давыдов, Григорий Козлов, Роман Качанов, Елизавета Комова, Татьяна Таранович, Ирина Башкова, Борис Меерович, Елизавета Казанцева |
| Художники-фонов           | Вера Валерианова, Ольга Геммерлинг, Ирина Троянова, Константин Малышев, Вера Роджеро, Елена Танненберг |
| Художник — автор эскизов  | Анатолий Петрицкий |
| Оператор                  | Николай Воинов, Елена Петрова |
| Композитор                | Николай Римский-Корсаков |
| Музыкальный редактор      | Виктор Оранский |
| Звукооператор             | Николай Прилуцкий |
| Ассистенты художника      | Лана Азарх, Леонид Аристов |
| Ассистенты режиссёра      | Татьяна Фёдорова, Галина Бродская |
| Монтажёр                  | Валентина Иванова |
| Директор картины          | Яков Блиох |

- Создатели приведены по титрам мультфильма.

## Производство
При создании мультфильма использовалась техника ротоскопирования. В качестве музыкального оформления была использована музыка Николая Римского-Корсакова.

## Отзывы
Сергей Капков отмечал, что в этой экранизации повести Гоголя художникам в большой степени удалось представить на экране национальный колорит украинской деревни.